# Леонардо да Сілва Соуза
Леонардо да Сілва Соуза (порт. Leonardo da Silva Souza) — бразильський футболіст, півзахисник клубу «Аль-Вахда».

## Футбольна кар'єра
Професійні виступи розпочав влітку 2012 року у кіпрському «Еносісі», де миттю став одним з лідерів, а взимку вже встиг побувати на перегляді у другій команді «Барселони», але клубу не підійшов.
В січні 2013 року підписав трирічний контракт з донецьким «Металургом», в якому за півроку провів 9 ігор і забив один гол, після чого перейшов в азербайджанську «Габалу».
10 серпня 2014 року підписав дворічний контракт з клубом «Анжі».
У червні 2016 року було оголошено, що він погодився приєднатися до сербського клубу «Партизан» на трирічний термін.
3 серпня 2017 року перейшов у саудівський клуб «Аль-Аглі» за плату в розмірі 4 мільйона євро. Він підписав дворічну угоду з можливим продовженням  ще на два сезони.
У серпні 2018 року підписав дворічний контракт з еміратським клубом «Аль Вахда» як вільний агент. Він забив чотири голи у переможному матчі з «Аль-Раяном» (4:3) у четвертому турі групи B Ліги чемпіонів АФК.

## Особисте життя
Старший брат Леонардо, Алан, також є футболістом.
У січні 2016 року, під час відпустки на батьківщині, Леонардо був причетний до дорожньо-транспортної пригоди зі смертельним результатом, коли він був у стані сп'яніння.

## Титули і досягнення
- Чемпіон Сербії (1):

«Партизан»: 2016-17
- Володар Кубка Сербії (1):

«Партизан»: 2016-17
- Володар Суперкубка ОАЕ (1):

«Аль-Вахда»: 2018